# Nathan Bailey
Nathan Bailey, ou Nathaniel (? — Londres, 27 de junho de 1742) foi um filólogo e lexicógrafo inglês. Foi o autor do "Dicionário Etimológico Universal" (1721), uma publicação muito popular naquele tempo, e um precursor de "Um Dicionário da Língua Inglesa" (1755) de Samuel Johnson.

## Biografia
Sobre a vida de Bailey quase nada se sabe além do fato de ter sido um batista do sétimo dia, admitido como membro em 6 de novembro de 1691 por uma congregação em Whitechapel, Londres. Mais tarde, manteve uma escola em Stepney, East End, onde morreu em 27 de junho de 1742.

## Obras
Bailey, juntamente com John Kersey, o Jovem, foi o pioneiro da lexicografia inglesa, e mudou o escopo dos dicionários de língua. Uma maior abrangência tornou-se a ambição comum. Até o início do século XVIII, os dicionários ingleses eram geralmente focados em "palavras difíceis" e em suas explicações, como por exemplo, os dicionários de Thomas Blount e Edward Phillips da geração anterior. Com uma mudança de preocupação, para incluir palavras mais comuns e que não fossem de interesse exclusivo dos estudiosos, o número de entradas nos dicionários ingleses aumentou espetacularmente. As inovações foram nas áreas de palavras comuns, dialetos, termos técnicos e vulgaridades. Thomas Chatterton, o falsificador literário, obteve também muitas palavras consideradas medievais com a leitura do dicionário Bailey e Kersey.
An Universal Etymological English Dictionary de Bailey, publicado em 1721, tornou-se o mais popular dicionário em inglês do século XVIII, e teve quase trinta edições. Foi o sucessor de A New English Dictionary de Kersey (1702), e inspirou-se nele. Um volume suplementar de seu dicionário surgiu em 1727, e em 1730 uma edição fólio, o Dictionarium Britannicum contendo muitos termos técnicos. Bailey teve colaboradores, como por exemplo John Martyn, que trabalhou em termos botânicos em 1725.
Samuel Johnson fez uma cópia intercalada para a criação de seu próprio Dictionary of the English Language. A edição de 1755 do dicionário de Bailey trazia também o nome de Joseph Nicol Scott; ela foi publicada anos depois da morte de Bailey, alguns meses depois do dicionário de Johnson ser lançado. Atualmente, geralmente conhecido como dicionário "Scott-Bailey" ou "Bailey-Scott", continha relativamente pequenas revisões feitas por Scott, mas era em grande parte plágio do trabalho de Johnson. O lexicógrafo do século XX, Philip Babcock Gove, atacou-o posteriormente por essas razões. Ao todo, foram lançadas trinta edições do dicionário, a última em Glasgow, em 1802, em reimpressões e versões por diferentes livreiros.
O dicionário de Bailey serviu também de base para os dicionários inglês-alemão. Estes incluíram os editados por Theodor Arnold (3ª edição, 1761), Anton Ernst Klausing (8.ª edição, 1792), e Johann Anton Fahrenkrüger (11.ª edição, 1810).
Bailey também publicou uma cartilha em 1726; All the Familiar Colloquies of Erasmus Translated, 1733, da qual uma nova edição surgiu em 1878; The Antiquities of London and Westminster, 1726; Dictionarium Domesticum, 1736; Seleções de Ovídio e Fedro; e English and Latin Exercises. Em 1883 foi lançado English Dialect Words of the Eighteenth Century as shown in the... Dictionary of N. Bailey, com a introdução de William Axon (English Dialect Society), dando detalhes biográficos e bibliográficos.